# Industria de diamantes de Israel
La Industria de diamantes de Israel es una de las más importantes del mundo en lo que refiere a la producción de diamantes cortados en bruto para su comercialización. Aproximadamente la mitad de los diamantes de calidad gema del mundo sale de Israel. En el 2004, Israel vendió más de 16.3 millardos de Dólares Americanos (US$) en diamantes pulidos.

## Infraestructura comercial

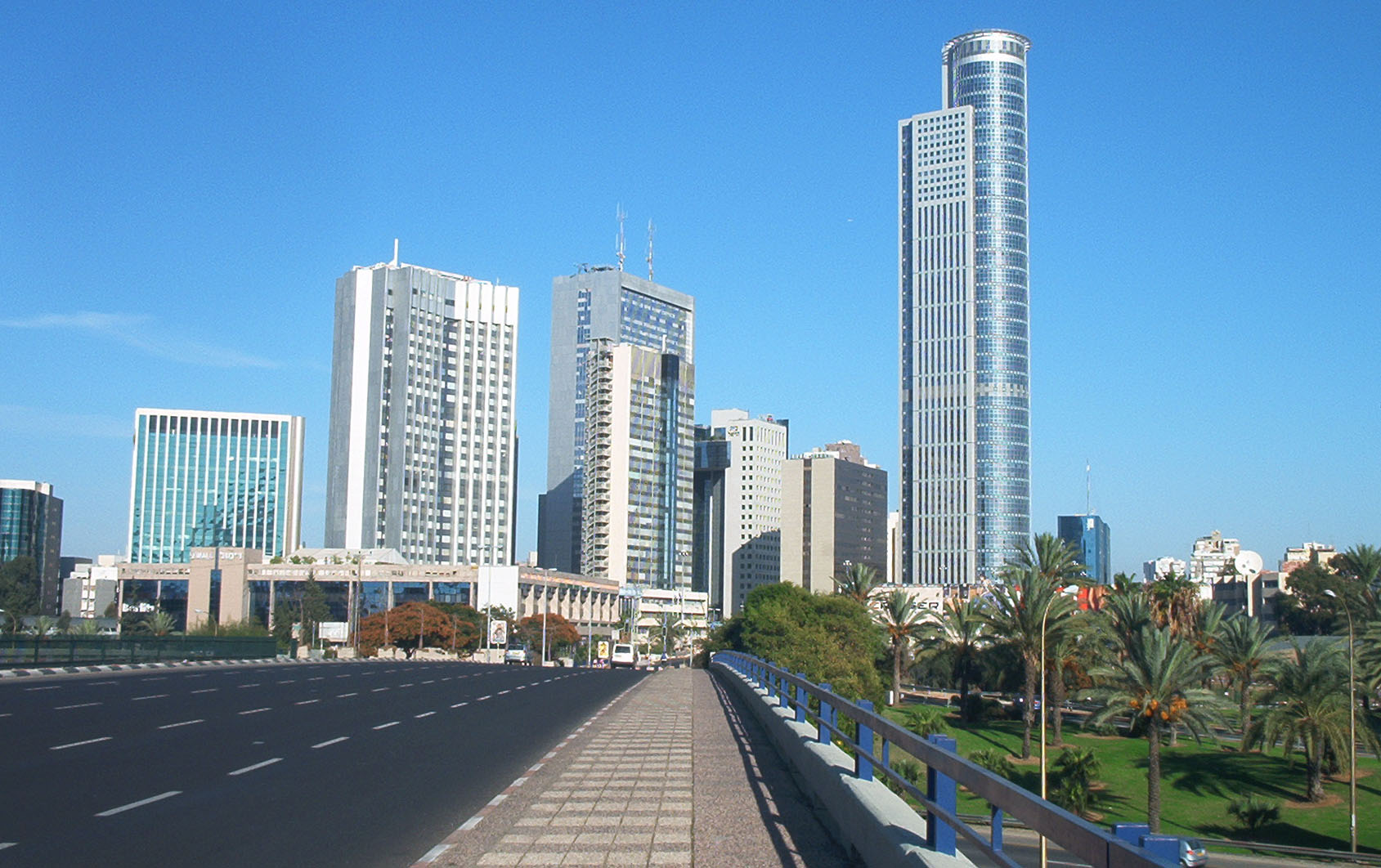
La ciudad de Ramat Gan, sede del Complejo Diamantífero.

La industria de diamantes de Israel está localizada en el Distrito de la Bolsa de Diamantes (en inglés: The Diamond District) localizado en Ramat Gan en el Distrito de Tel Aviv. Este complejo, el más grande centro de comercialización diamantífera del mundo, está formado por cuatro edificios, interconectados con pasarelas y caminerías. Todas la operaciones comerciales relacionadas con los diamantes en Israel se dan lugar en este complejo, que se ha convertido en el símbolo de la ciudad de Ramat Gan.

## Los Principios de la Industria
La Industria de diamantes de Israel garantiza que todos los diamantes que procesa y comercializa son 100% naturales y además participa en el Esquema de Certificación del Proceso de Kimberley, un esquema de certificación internacional cuya meta es asegurar que no se comercializen diamantes de guerra y así garantizar a los involucarados en la compra-venta de diamantes que no se están financiando guerra ni abusos de los derechos humanos con la comercialización de los mismos

## Historia
Desde el siglo XV, cuando un judío cortador de diamantes de Amberes, Lodewyk van Berken inventó el scaif, el instrumento usado para pulir diamantes, el corte y talla de diamantes ha sido uno de los más tradicionales y hasta estereotipados oficios judíos.
La industria Israelí del diamante comenzó en el año 1937, mucho antes de la Declaración de independencia del Estado de Israel, cuando Shira Ami abrió la primera planta de tallado de diamantes en Petaj Tikva. En 1947 se creó la Bolsa Israelí del Diamante, y el año siguiente la creación del Estado de Israel en 1948 supuso la entrada de miles de inmigrantes a la industria, cada vez más importante. Luego de la independencia, la economía de Israel fue cambiando de una economía austera de guerra a una economía de mercado, orientada al consumo. Desde ese entonces, la industria israelí de diamantes ha continuado creciendo, convirtiendo a Israel en el líder mundial en la industria del diamante junto a las bolsas de Amberes y Nueva York.